# Duplo sentido
Duplo sentido é uma figura de linguagem semelhante ao trocadilho, na qual uma frase ou expressão pode ser entendida de duas maneiras distintas, com a intenção de provocar humor ou ironia. Em geral, o primeiro sentido é literal e ingênuo, enquanto o segundo pode ser sarcástico, socialmente inadequado, sexualmente sugestivo ou ofensivo, requerendo que o ouvinte ou receptor tenha algum conhecimento adicional. O uso de duplo sentido é muito usada por sitcoms ou outros tipos de comédia. Difere da ambiguidade pois o duplo sentido é sempre proposital, intencional, planejado pelo emissor. Já a ambiguidade é resultado de uma construção linguística não intencional.
O termo é conhecido como double entendre em inglês ou double sens em francês. Também existe a sigla "L7" para representar o duplo sentido, baseada no gesto que se faz com os dedos polegar e indicador abertos em ângulo reto, que ao se girar o punho pode ser visto como uma letra L maiúscula ou com um algarismo 7. [carece de fontes?]

## Estrutura
Geralmente o duplo sentido faz uso de palavras que podem ter sentidos diferentes dependendo do contexto. Palavras de dois sentidos são aquelas que possuem dois significados dependendo do sentido que a frase está; por exemplo:
- Adoro suco de manga (se referindo à fruta)
- Rasguei a manga do casaco (se referindo à roupa)
- Ele manga de todo mundo (se referindo a caçoar).

## Exemplos de frases com duplo sentido
Há várias frases de duplo sentido usadas na comunicação cotidiana social ou profissional:
1. Superbonder. Cola tudo. Até a tampa no tubo. [2]

O sentido duplo está em cola tudo. De fato, é excelente argumento de persuasão para a venda que a cola seja de alta aderência mas, de que vale se após o primeiro uso cole tudo até a tampa no frasco?
1. A escolha prudente: Colgate[3]

O sentido duplo está em "prudente", que pode se referir a prudência na escolha ou a escolha pru dente.
1. Seja mais um filho da mãe. A mãe natureza será eternamente grata. (Época, São Paulo: Globo, 264, 9 jun. 2003)[4]

O sentido duplo está em filho da mãe que pode ser um insulto ou um pedido de consciência ambiental.
1. Você não é nota musical mas faz um acorde comigo?

O sentido duplo está em acorde que pode ser um acorde ou o verbo acordar que supõe o interlocutor dormir junto.
1. Vamos fazer um churrasco. Eu levo a carne e você só leva linguiça.

O sentido duplo está em levar linguiça que pode ser um combinado para o interlocutor levar linguiça ou um comunicado que ele vai transar na forma passiva.
1. Você tem dado em casa?

O sentido duplo está em dado que pode ser uma pergunta se o interlocutor tem dado ou se tem fodido em casa.
1. Opinião é que nem bunda. Você costuma dar a sua?

O sentido duplo está em não precisar a interrogação. Se se trata de dar opinião ou dar a bunda.
1. Você não merece só palmas, merece o Tocantins inteiro.

O sentido duplo está brincar com os homógrafos de Palmas e palmas.
1. O negócio continua de pé, só esperando uma posição sua.

O sentido duplo está em negócio e posição, podendo ser a relação negócio versus escolha, ou a relação pênis versus posição sexual.
1. Vai lá em casa que eu te dou uma comida.

O sentido duplo está em comida que pode ser tanto o alimento quanto o sexo passivo.
1. Compre uma pizza grande que dá para vinte comer.

O sentido duplo está em dá para vinte comer que pode ser apenas uma hipérbole para bastante pizza ou então a sugestão que a pizza será ocasião para acontecer uma relação sexual entre os interlocutores.